# Adelaide Ross
Adelaide Ross, eigentlich Mary Adelaide Phillpotts (* 23. April 1896 in Ealing, London Borough of Ealing; † 4. Juni 1993 in Poughill (Bude)) war eine englische Schriftstellerin.

## Leben
Ross war die Tochter des Schriftstellers Eden Phillpotts (1862–1960) und dessen Ehefrau Emily Topham († 1928).
Ihren ersten Unterricht erhielt sie zu Hause durch Gouvernanten. Später kam sie in das Internat Girton House und wechselte von dort auf die Gressendale School. Durch ihren Vater machte sie die Bekanntschaft von Charles Kay Ogden, mit dem sie 1915/16 am The Cambridge Magazine zusammenarbeitete.
Anschließend studierte Phillpotts am Bedford College (University of London). Bedingt durch ihren Vater war sie schon seit ihrer Jugend mit vielen Schriftstellern bekannt: u. a. Arnold Bennett, Agatha Christie, Thomas Hardy und Jerome K. Jerome.
Mit 55 Jahren heiratete Phillpotts am 25. August 1951, gegen den ausdrücklichen Wunsch ihres Vaters, den amerikanischen Buchhändler Nicholas Ross aus Boston, Mass. Am Tag ihrer Hochzeit brach Eden Phillpotts jeglichen Kontakt zu seiner Tochter ab und weigerte sich bis an sein Lebensende, diesen wieder aufzunehmen. Nach eigenem Bekunden führte Ross bis zum Tod ihres Ehemannes eine glückliche Ehe.
Die letzten Jahre ihres Lebens verbrachte Ross in Kilkhampton (Cornwall). Krank und nahezu erblindet, gab sie ihren Haushalt auf und zog ins Trelana Nursing Home in Poughill. Dort verstarb sie 1993 im Alter von 97 Jahren. Ihre letzte Ruhe fand sie neben ihrem Ehemann auf dem Friedhof von Morwenstow (North Cornwall).

## Rezeption
Es dauerte sehr lange, bis Ross literarisch aus dem Schatten ihres Vaters treten konnte. Jahrelang war sie die wichtigste Mitarbeiterin ihres Vaters und gerade bei dessen Theaterstücken gilt ihr Anteil als sehr groß. Doch nach dem endgültigen Bruch mit ihrem Vater konnte sie bald eigene Erfolge erzielen und war vom Publikum wie auch von der Literaturkritik geschätzt.

## Werke (Auswahl)
Autobiografie
- Reverie. An autobiography. Hale, London 1981, ISBN 0-7091-8822-6.

Briefe
- Arthur Uphill (Hrsg.): Letters to Nicholas Ross. Rota Press, London 1971, ISBN 0-85400-007-0.

Gedichte
- A song of man. Poems (Poets of today). Linden Press, London 1959.
- Illyrion and other poems. Palmer & Hayward, London 1916.

Romane
- A wild flower wreath. The author’s Press, Bude 1975.
- Tomek, the sculptor. Little, Brown, Boston MA 1927.
- The founder of Shandon. Ernest Benn Books, London 1932.
- The gallant heart. Rich & Cowan, London 1938.
- Lodgers in London. Books for Libraries Press 1971, ISBN 0-8369-3824-0

Theaterstücke
- Yellow Sands. A comedy in three acts. French, London 1930 (zusammen mit ihrem Vater); sowie Duckworth 1926
- Camillus and the schoolmaster. A play in one act. Gowans & Gray, London 1923.
- Akhnation. A play. Thornton Butterworth, London 1926.
- Arachne. A play. Cecil Palmer Books, London 1920.